# Club Olimpia (femenino)
El Club Olimpia es un club de fútbol femenino de la ciudad de Asunción, Paraguay. Es la sección femenina del club homónimo. Disputa sus encuentro de local en el Estadio Osvaldo Domínguez Dibb, y actualmente juega en el Campeonato Paraguayo de Fútbol Femenino desde la temporada 2002.

## Historia

### Primer partido femenino del país
El 13 de julio de 1980, el Club Olimpia disputaba su encuentro contra Guaraní en el Estadio Osvaldo Domínguez Dibb. En el entretiempo de dicho encuentro, salieron a la cancha dos equipos femeninos, uno de Olimpia y otro de Ciudad Presidente Stroessner quienes disputaron el primer encuentro entre clubes de fútbol femenino del país. Para sorpresa de los presentes, ya que a nivel país el decreto N°9553 prohibía que las mujeres practicaran fútbol expresando "no se permitirá a las mujeres la práctica de los deportes incompatibles con las condiciones de su naturaleza".

### Regreso de Olimpia
El club retomó la actividad del fútbol femenino en 2000 en la tercera edición del Campeonato Paraguayo de Fútbol Femenino, fue en esta edición que el club logró el subcampeonato.
El 29 de mayo de 2022 el club ganó su primera copa del Campeonato Paraguayo en la temporada 2022, y nuevamente el 29 de agosto de 2022 ganando el clausura. Con su primera estrella, el club debutó en la Copa Libertadores Femenina 2022. Olimpia ganó por 2-0 en su debut ante el Club Always Ready de Bolivia.

## Palmarés
| Competición nacional                          | Títulos    | Subcampeonatos |
| --------------------------------------------- | ---------- | -------------- |
| Campeonato Paraguayo de Fútbol Femenino (2/2) | 2022, 2023 | 2000, 2024     |